# Wiśniowa Góra (wzgórze)

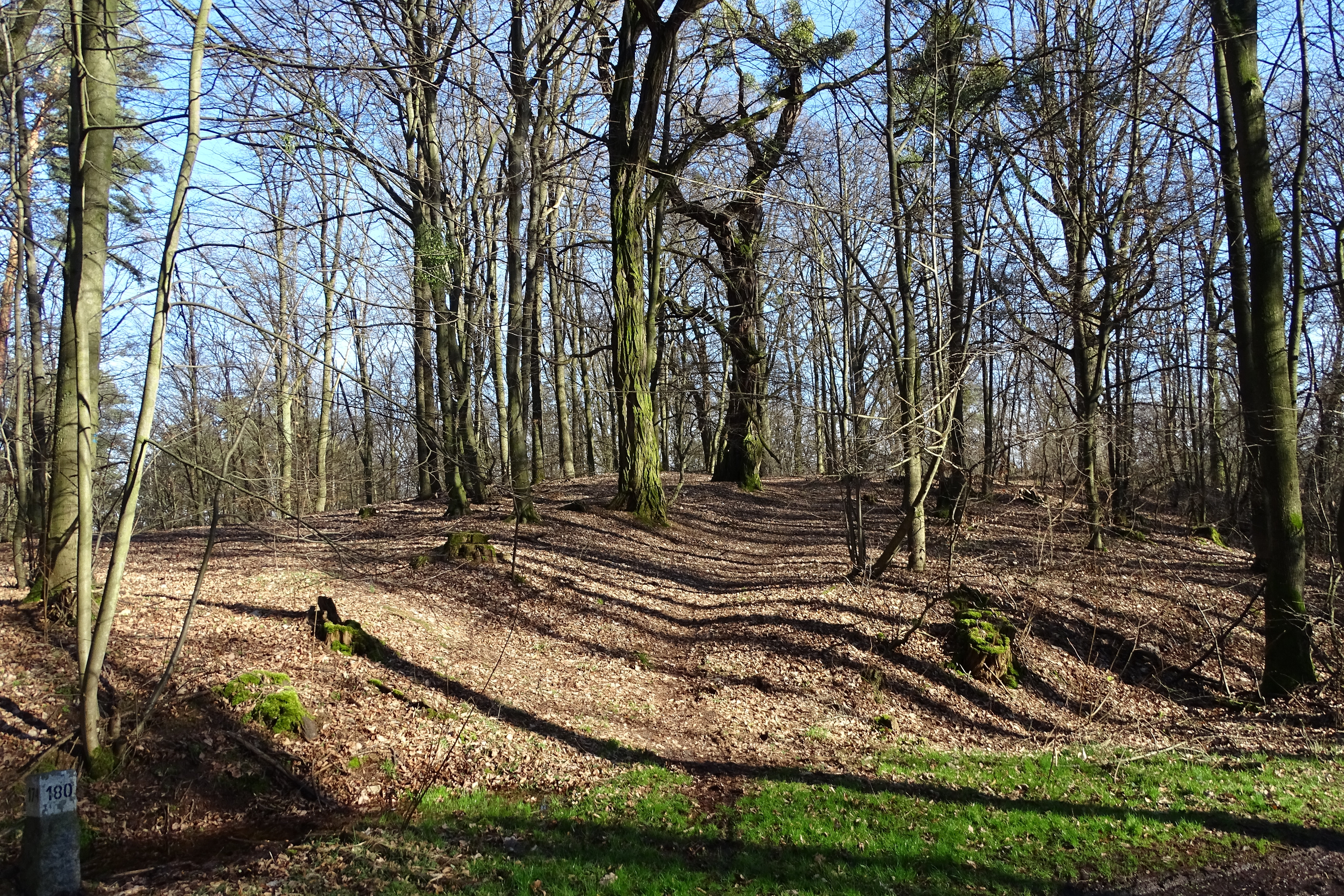
Wiśniowa Góra k. Wilkszyna. Szczyt widok od południa

Wiśniowa Góra (niem. Kirschberg) – wzniesienie w północnej części Lasu Mokrzańskiego, już poza granicami Wrocławia, opadające spokojnie w kierunku pobliskiego Wilkszyna i obniżenia Odry. Na niezalesionym zboczu tego wzniesienia znajdowały się sady wiśniowe, od czego miejsce to wzięło swą nazwę.
W XIX wieku powstało tam kilka zabudowań, w tym pensjonat „Waldschlösschen” i gospoda „Kirschberg”. Wiśniowa Góra z racji wspaniałego widoku, terenów leśnych oraz infrastruktury była w owym czasie celem wycieczek mieszkańców Wrocławia (koleją dojeżdżali do stacji w Leśnicy, a stamtąd dorożkami bądź pieszo udawali się na Wiśniową Górę).
Mieszczące się na wzgórzu zabudowania po II wojnie światowej otrzymały polską nazwę Krzęcin.

Dziś w miejscu tym można zaobserwować fundamenty i podmurówki gospody oraz pozostałości po innych budynkach. Na zboczu od strony Wilkszyna systematycznie powstaje zabudowa jednorodzinna.

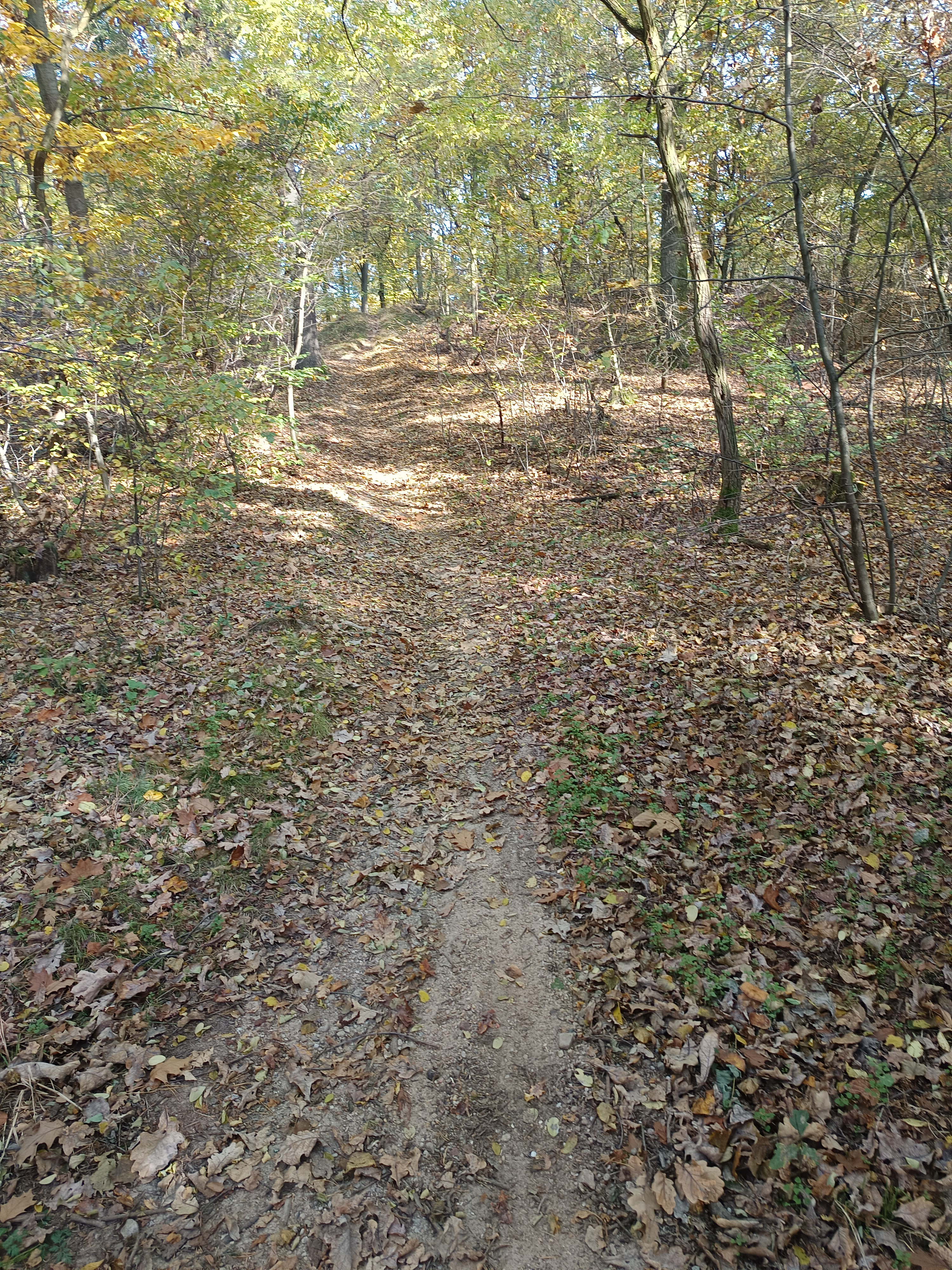
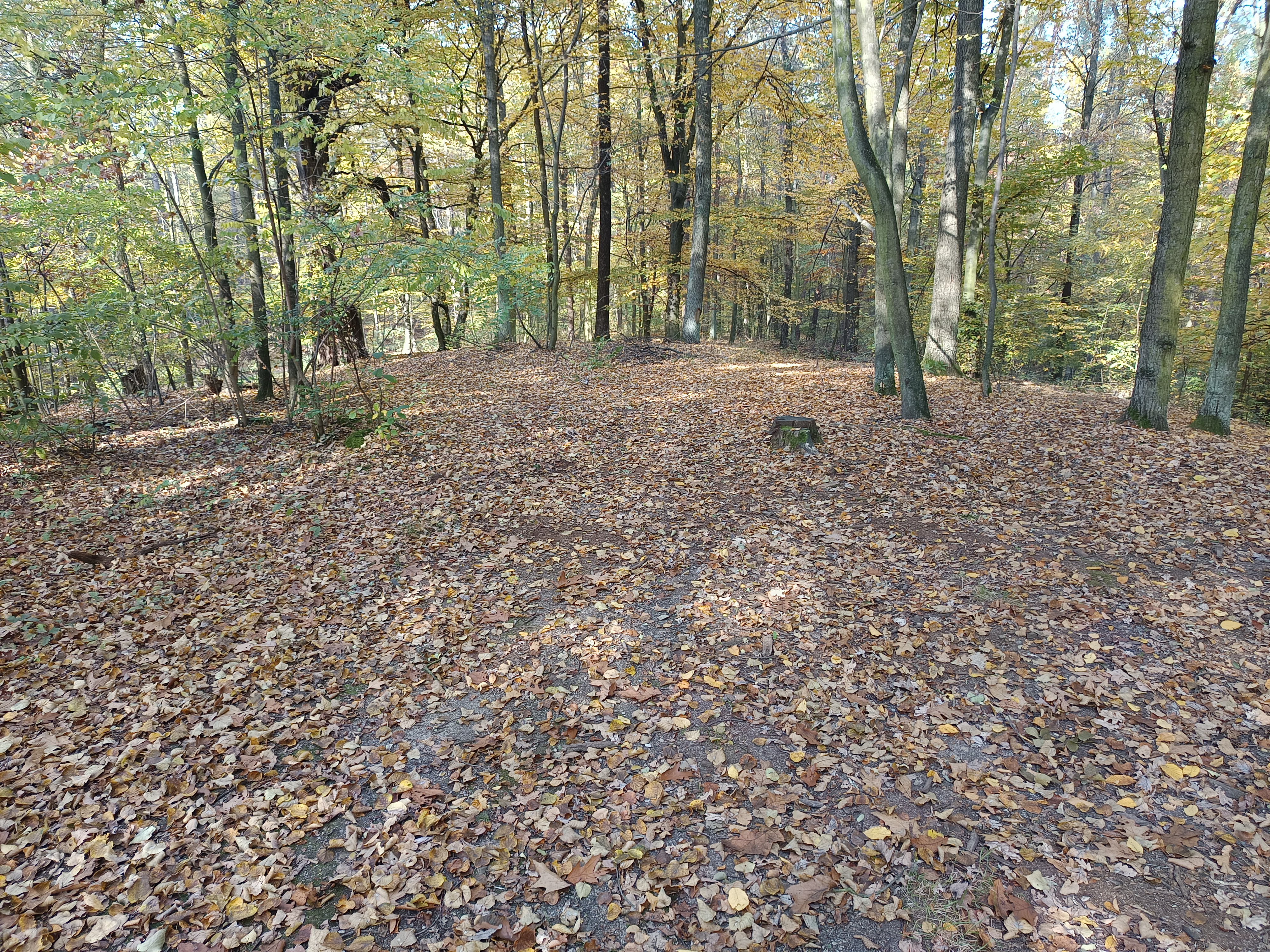